# Сальково (Вологодский район)
Сальково — деревня в Вологодском районе Вологодской области.
Входит в состав Майского сельского поселения (с 1 января 2006 года по 8 апреля 2009 года входила в Рабоче-Крестьянское сельское поселение), с точки зрения административно-территориального деления — в Рабоче-Крестьянский сельсовет.
Расстояние по автодороге до районного центра Вологды — 20,6 км, до центра муниципального образования Майского — 11 км. Ближайшие населённые пункты — Майский, Дмитриево, Ивлево, Хреново, Панькино, Никулино, Ермолово.
По данным переписи в 2002 году постоянного населения не было.